# Johan van Hulst
Johan Willem van Hulst (28 tháng 1 năm 1911 – 22 tháng 3 năm 2018) là một giám đốc trường đại học, giáo sư đại học, tác giả, kỳ thủ cờ vua và chính trị gia Hà Lan. Vào năm 1943, với sự giúp đỡ của lực lượng kháng chiến Hà Lan và các sinh viên của Đại học Amsterdam, ông đã giúp cứu được hơn 500 trẻ em Do Thái từ nhà trẻ Hollandsche Schouwburg, vốn sẽ bị trục xuất đến các trại tập trung của Đức Quốc xã. Vì các hoạt động nhân đạo này ông đã được tặng thưởng Yad Vashem Người dân ngoại công chính từ Chính phủ Israel năm 1973.
Van Hulst từng là Thượng nghị sĩ từ tháng 7 năm 1956 đến tháng 6 năm 1981. Ông được bầu làm thượng nghị sĩ của Liên hiệp các Hội nghị Kitô giáo (CHU) ở Thượng viện từ tháng 12 năm 1968 cho đến tháng 6 năm 1977 khi CHU kết hợp với Đảng Dân chủ Kitô giáo CDA. Sau đó ông trở thành lãnh đạo đầu tiên của CDA trong Thượng viện. Van Hulst trước đây từng là chủ tịch của CHU từ tháng 9 năm 1969 cho đến tháng 2 năm 1972. Ông cũng là thành viên của Nghị viện châu Âu (MEP) cho Nhóm Dân chủ Thiên chúa giáo từ tháng 10 năm 1961 cho đến tháng 9 năm 1968.
Ông là giáo sư sư phạm danh dự của khoa sư phạm tại Đại học VU Amsterdam ở Amsterdam và là tác giả của hơn 100 ấn phẩm. Ông cũng là một kỳ thủ cờ vua nổi tiếng.